# Martín Alhaja (Cuenca)
Para la leyenda andaluza del mismo nombre, véase Martín Alhaja (Las Navas).
Martín Alhaja es un personaje de leyenda que tuvo una participación decisiva en la conquista de Cuenca por las tropas cristianas de Alfonso VIII en 1177.

## Contexto histórico
En el contexto de la guerra de Reconquista, en la que los caudillos cristianos estaban enfrentados a los almohades por el control de la península ibérica, a principios de 1177 el rey de Castilla Alfonso VIII ordenó poner asedio a Cuenca. La ciudad, situada sobre un cerro rocoso y fuertemente amurallada, parecía ser inexpugnable para las armas de la época.

## La leyenda
| «Con la ayuda de Martín Y la Virgen de la Luz Llegó la conquista al fin. Ya es cristiana Cuenca sin rodeos Desde el día de San Mateo.» |

Según la leyenda, Martín Alhaja era un pastor cristiano cautivo de los moros de Cuenca, a quien un día se apareció la virgen haciéndole la revelación de que pronto tendría un papel relevante en la conquista de la ciudad por parte del ejército cristiano. Habiendo sacado a pastar sus carneros fuera de la muralla junto con otros dos pastores árabes, fueron encontrados por los soldados, que dieron muerte a sus acompañantes. Identificándose como cristiano, Martín mostró a los soldados la manera de penetrar fácilmente en Cuenca: tras matar algunos carneros y cubrirse con sus pieles, Martín y los soldados se acercaron a la puerta del Aljaraz, custodiada por un guardián ciego que permitió el paso de todos ellos; una vez franqueada la muralla, los soldados consiguieron vencer la resistencia de toda la guarnición, tomando posesión de la ciudad en la mañana del 21 de septiembre de 1177, festividad de San Mateo.

## La base histórica y su refutación
El origen de la leyenda parece ser la relación que un tal Giraldo, titulado canciller del rey, dejó escrita del episodio de la conquista de la ciudad en Estoria de Conca; esta crónica, fechada en 1212, relata casi exactamente la misma historia, exceptuando el detalle de la aparición de la virgen. 
El relato fue recuperado en el siglo XVI por Antonio de Santa María en Vida de San Julián y por Francisco Escudero en Vida y milagros del glorioso San Julián, que desconociendo la crónica de Giraldo asentaron como auténtica lo que ya por entonces era una tradición popular.
La inverosimilitud de la historia motivó que a principios del siglo XVII, Juan Pablo Mártir Rizo la reputara como absurda en su Historia de la muy noble y leal ciudad de Cuenca; a finales del siglo XVIII sería Gaspar Ibáñez de Segovia quien la calificara de dudosa en la Crónica del rey D. Alonso el Noble, opinión que a mediados del siglo XIX compartiría José Amador de los Ríos. Por estas mismas fechas, la Real Academia de la Historia rechazó la publicación de la Estoria de Conca por tener serias dudas sobre su legitimidad, teniendo en cuenta que el lenguaje empleado en ella era propio de una época posterior a la de su data. 
Poco después, Trifón Muñoz y Soliva resaltó las incoherencias anacrónicas de Giraldo, las sospechosas semejanzas que su historia tenía con el episodio homérico de Odiseo y Polifemo y la falsa condición de Giraldo de canciller, concluyendo que su relación era apócrifa. José María Quadrado la tachó directamente de «centón de embustes».